# Miguel Ángel Martín Prieto
Miguel Ángel Martín Prieto (* 29. Januar 1970 in Madrid) ist ein spanischer Beachvolleyballspieler.

## Karriere
Prieto spielte sein erstes internationales Turnier in Almería mit Manuel Segura Berenguel und erreichte als Neunter direkt die Top Ten. Das gleiche Ergebnis erzielte er 1994 in Rio de Janeiro mit Sixto Jiménez und in Marseille mit Segura. Zum ersten Turnier 1995 in Rio trat er wiederum mit Jiménez an und kam diesmal auf den 13. Platz. Danach bildete er ein neues Duo mit José Javier Yuste Muñiz. In Clearwater schafften Yuste/Prieto als Fünfte ihr erstes gemeinsames Top-Ten-Ergebnis. Das gleiche Resultat gab es für sie auch in La Baule. Den neunten Rang belegten sie in Teneriffa und Carolina. Ebenfalls als Neunte schlossen sie das erste Turnier 1996 in Rio de Janeiro ab. Danach kamen sie nicht mehr über den 13. Platz hinaus. Dennoch qualifizierten sich Yuste/Prieto für die Olympischen Spiele in Atlanta. Dort verloren sie ihr erstes Spiel gegen die Tschechen Palinek/Pakosta und schieden in der Verlierer-Runde mit einer Niederlage gegen die Portugiesen Maia/Brenha aus. Nach dem Olympiaturnier spielten sie noch die Grand Slams in Pornichet und Espinho, bei denen sie den 13. und 17. Platz belegten. Seinen letzten Auftritt hatte Prieto beim Turnier in Teneriffa, wo er mit Sergio Miguel Camarero den 25. Rang erreichte.